# Дидур, Михаил Дмитриевич
Михаил Дмитриевич Диду́р (род. 20 февраля 1960 года, Ленинград) — российский врач спортивной медицины, доктор медицинских наук, профессор. Ректор Санкт-Петербургского государственного медицинского университета имени академика И. П. Павлова (2008—2011), и. о. научного руководителя Института мозга человека РАН (Санкт-Петербург; с 12 сентября 2017 года). Автор более 300 научных работ, патентов. Главный внештатный специалист по спортивной медицине Комитета по здравоохранению Санкт-Петербурга. Член Европейского научного общества пульмонологов. Член президиума Российской ассоциации спортивной медицины и реабилитации больных и инвалидов.

## Биография
Родился 20 февраля 1960 года в Ленинграде. В 1985 году окончил Ленинградский педиатрический медицинский институт по специальности «педиатрия».
В 1986 году работал врачом спортивной медицины во врачебно-физкультурном отделении Смольнинского района Ленинграда. Через год стал заведующим отделением.
В 1991 году защитил кандидатскую диссертацию. После этого работал ассистентом на кафедре физических методов лечения и спортивной медицины. Через несколько лет работал доцентом.
В 1998 году защитил докторскую диссертацию и получил должность профессора.
С 2002 года получил работу декана факультета спортивной медицины, в с 2007 года стал проректором по учебно-воспитательной работе.
С 2008 до 2011 года был ректором Санкт-Петербургского государственного медицинского университета имени академика И. П. Павлова.
С 12 сентября 2017 года врио директора ФГБУН Институт мозга человека им. Н. П. Бехтеревой РАН (Санкт-Петербург), затем директор.

## Публикации
- Потапчук А. А., Дидур М. Д., Матвеев С. В. Массаж в детском возрасте: Учебное пособие. — 2010. — ISBN 978-5-9268-0869-5.
- Нечаев В., Дидур М., Ионова Л., Алимова О., Мякинченко Е. Диагностика состояния клиентов в фитнес/велнес-клубе. — 2009. — ISBN 978-5-98724-071-7.

## Награды
- «Отличник физической культуры и спорта»
- Почетный знак «За заслуги в развитии Олимпийского движения»

## Патенты
- М. Д. Дидур и В. П. Правосудов. Устройство для нормализации функции дыхательной системы // 1793912
- К. В. Князева, Г. Б. Федосеев, В. Е. Романов, М. Д. Дидур, Д. Т. Мамедов, Ю. В. Крапивин и др. Способ профилактики бронхоспазма, индуцированного холодным воздухом и физической нагрузкой, у больных бронхиальной астмой // 1741810